# Naso unicornis

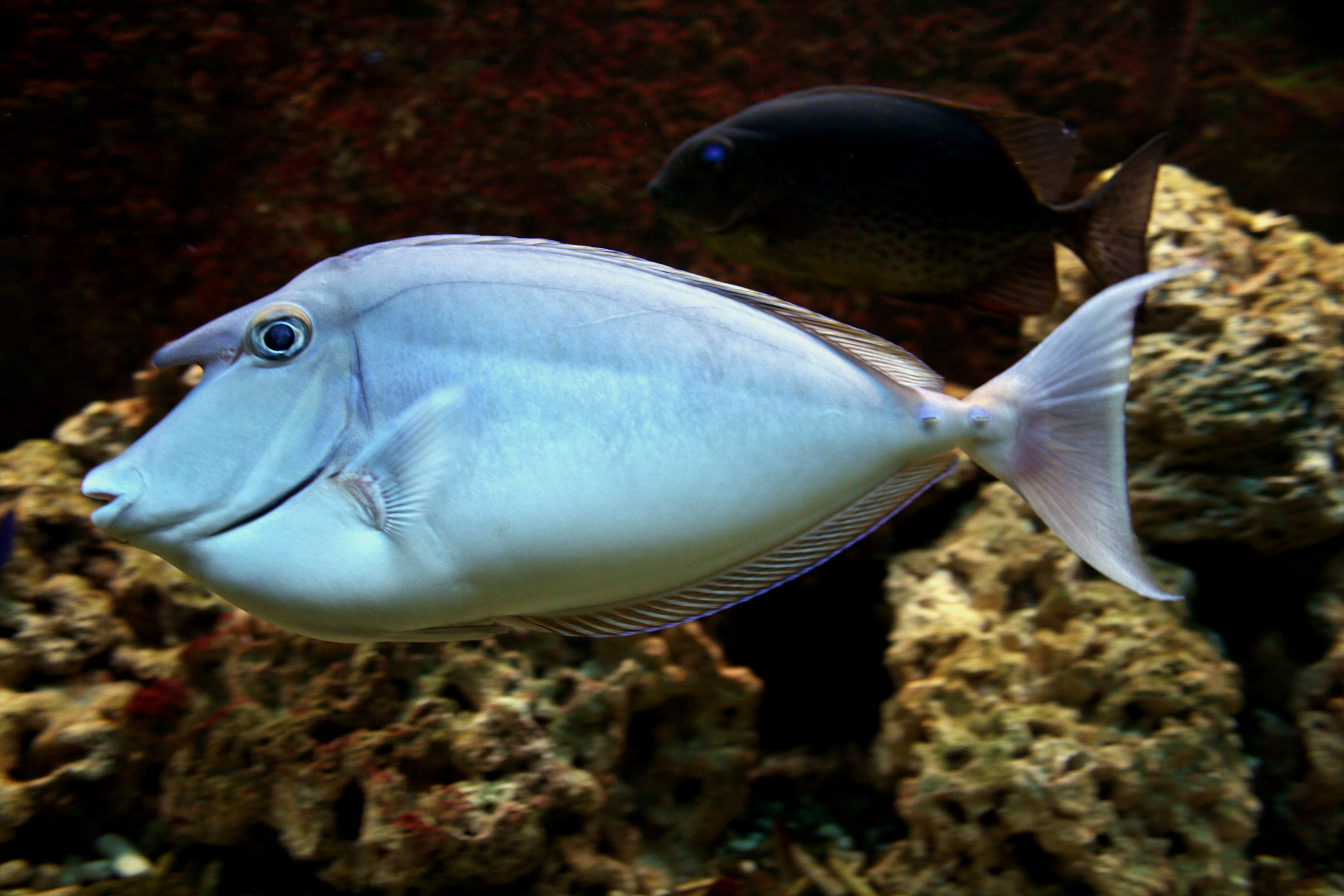
Naso unicornis a l'aquàrium de Praga

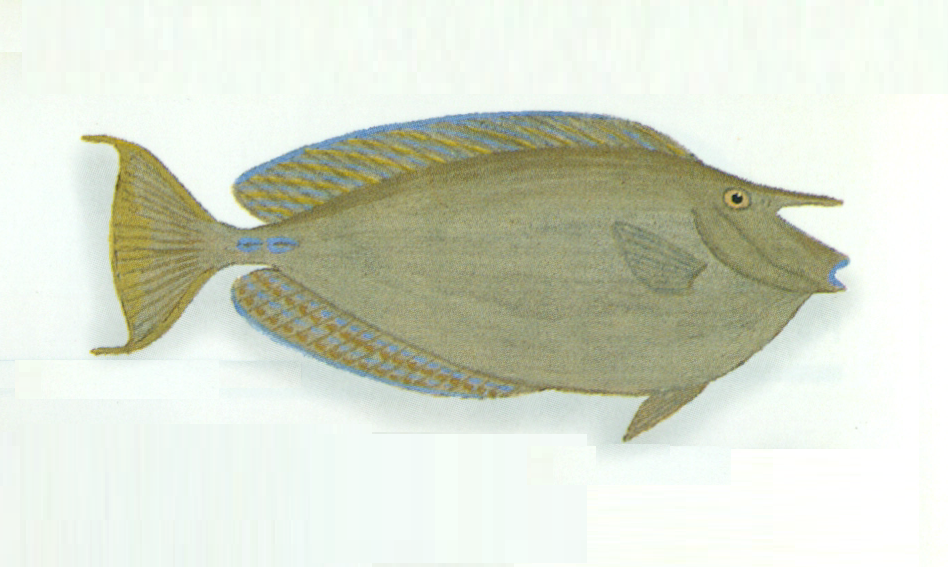
Dibuix

Naso unicornis és una espècie de peix pertanyent a la família dels acantúrids.

## Descripció
- Pot arribar a fer 70 cm de llargària màxima (normalment, en fa 50).
- 6 espines i 27-30 radis tous a l'aleta dorsal i 2 espines i 27-30 radis tous a l'anal.
- Els mascles tendeixen a tindre banyes més desenvolupades que les femelles de la mateixa mida.[3]

## Alimentació
Es nodreix d'algues (com ara, del gènere Sargassum).

## Depredadors
A les illes Hawaii és depredat per Caranx melampygus.

## Hàbitat
És un peix marí, associat als esculls i de clima tropical (26 °C-29 °C; 35°N-33°S) que viu entre 1-80 m de fondària.

## Distribució geogràfica
Es troba des del mar Roig i l'Àfrica oriental fins a les illes Hawaii, les illes Marqueses, les Tuamotu, el sud del Japó i l'illa de Lord Howe.

## Costums
És bentopelàgic i principalment diürn.

## Observacions
N'hi ha informes d'intoxicacions per ciguatera.